# 明治安田生命大阪梅田ビル
明治安田生命大阪梅田ビル（めいじやすだせいめいおおさかうめだビル）は、大阪市北区梅田のオオサカガーデンシティにある超高層ビル。オフィスやレストランがテナントとして入っている。2000年6月に安田生命大阪ビルとして竣工し、明治安田生命保険の発足に伴って2004年1月に現名称に変更した。

## 概要
国鉄南コンテナヤードの跡地の西梅田再開発地に建設され、オオサカガーデンシティを構成する。2001年に第12回大阪施設緑化賞（みどりの景観賞）特別賞を隣接する梅田ダイビルとともに受賞した。
竣工当初は安田生命保険の西日本本部があったが、現在はNTTデータ関西本社、椿本興業本社などがテナントとして入居している。
所有権は、2/3は明治安田生命保険が保有している。残りの1/3は当初は大成建設が保有し、2001年（平成13年）12月25日に安田信託銀行（現みずほ信託銀行）に信託設定され、不動産信託受益権を日本プライムリアルティ投資法人が取得、2009年（平成21年）6月26日に合同会社ネクストステージが取得、2018年（平成30年）3月2日以降は東京建物が保有している。

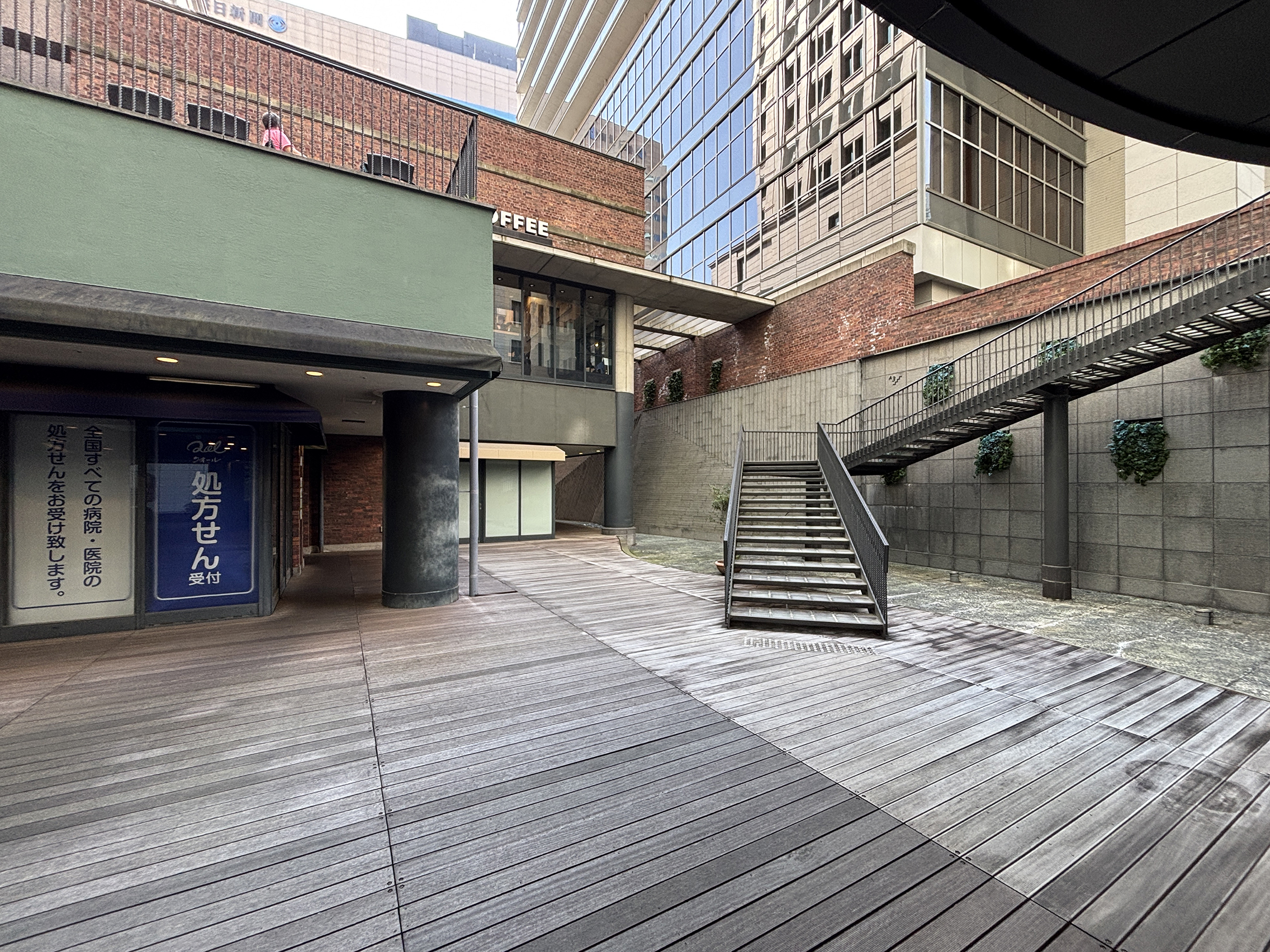
地下の庭
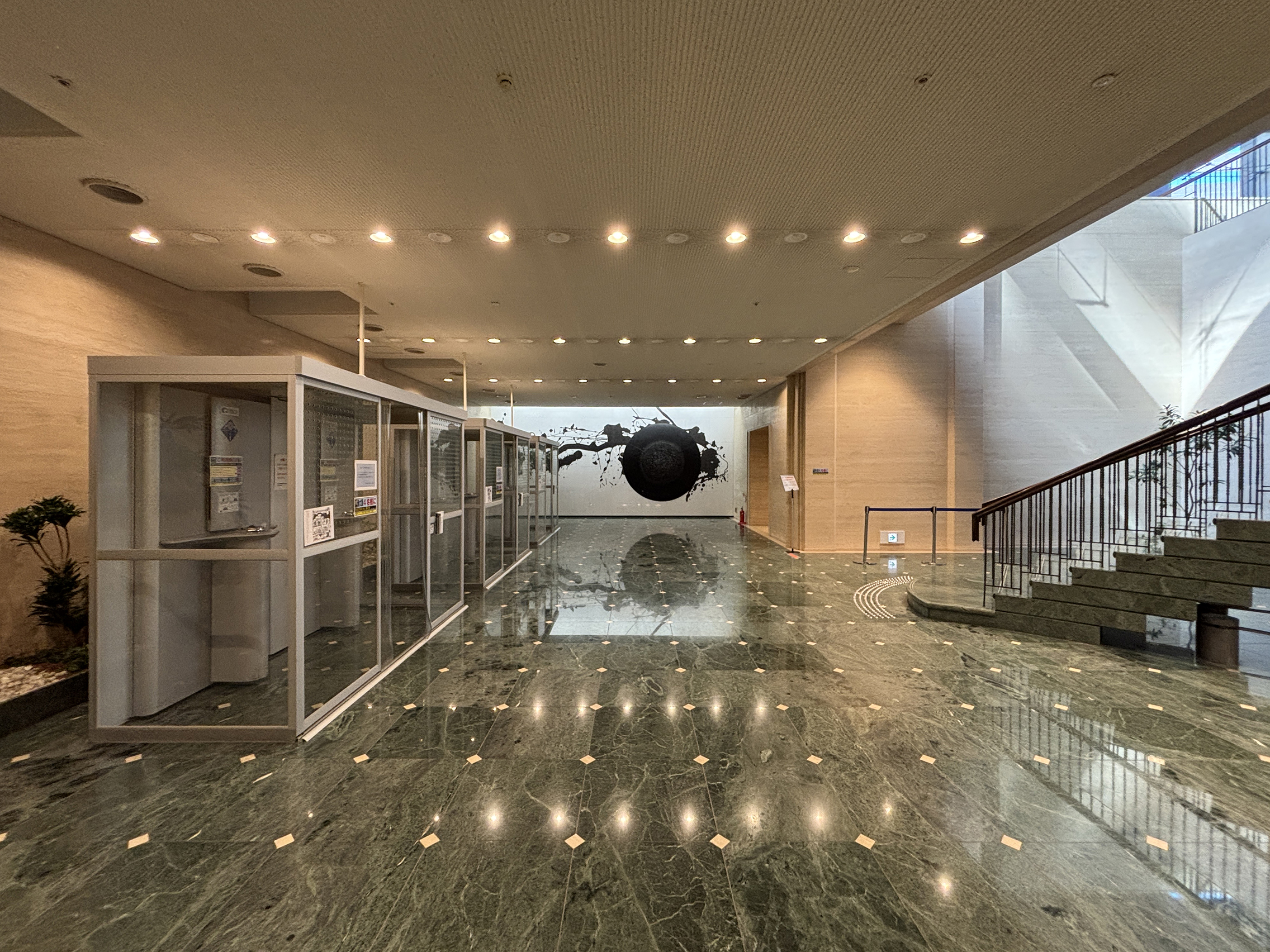
B1階のエレベーターホール
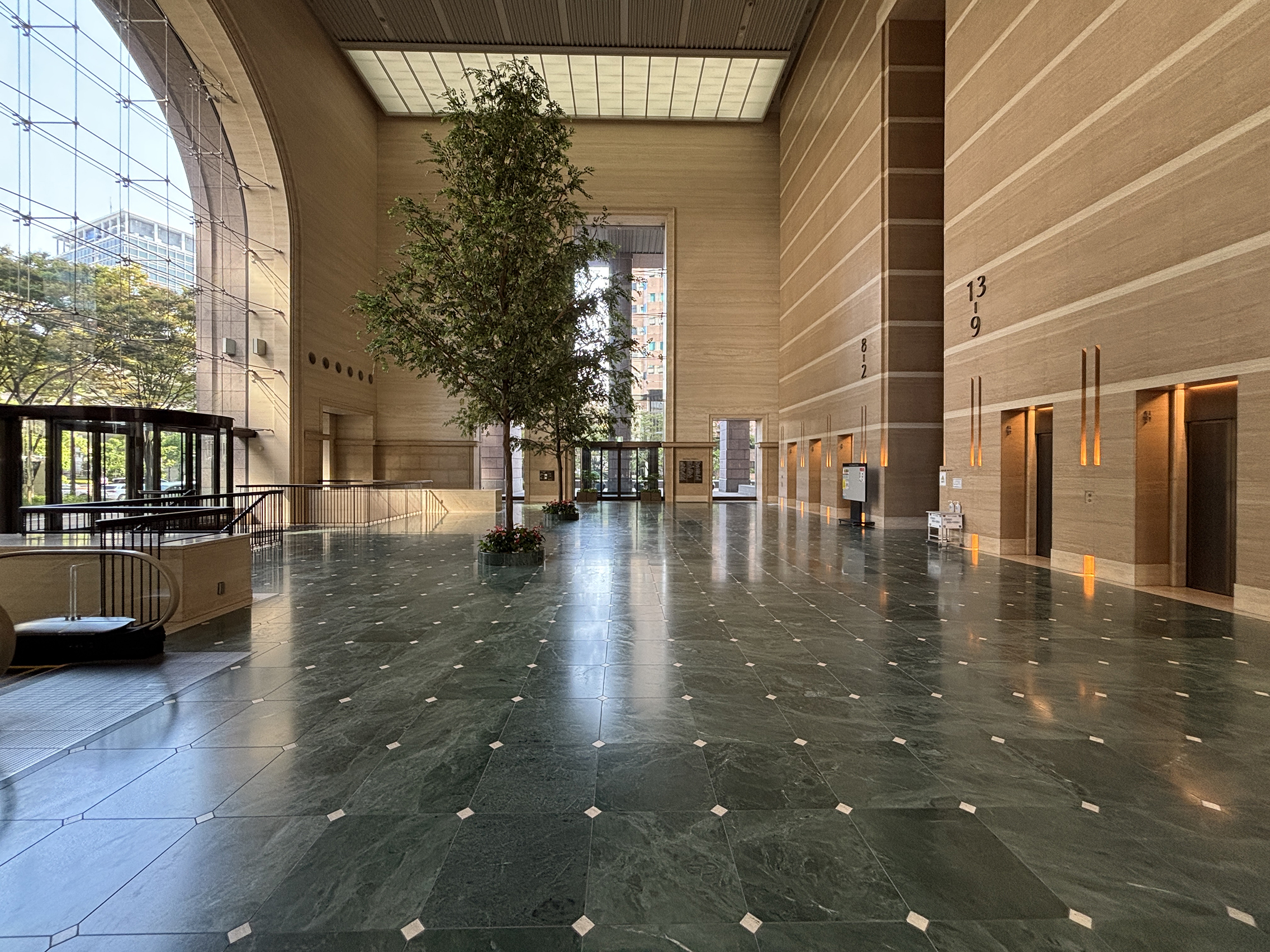
オフィスロビー

## 交通アクセス
- JR 大阪駅 徒歩4分
- Osaka Metro四つ橋線 西梅田駅 徒歩5分
- 阪神本線 大阪梅田駅 徒歩5分